# Грёде
Грёде (нем. Gröde) — община в Германии, в земле Шлезвиг-Гольштейн.
Входит в состав района Северная Фризия. Подчиняется управлению Пелльворм. Население составляет 8 человек (на 31 декабря 2010 года). Занимает площадь 2,52 км².
Официальным языком в населённом пункте, помимо немецкого, является севернофризский.

## Фотографии

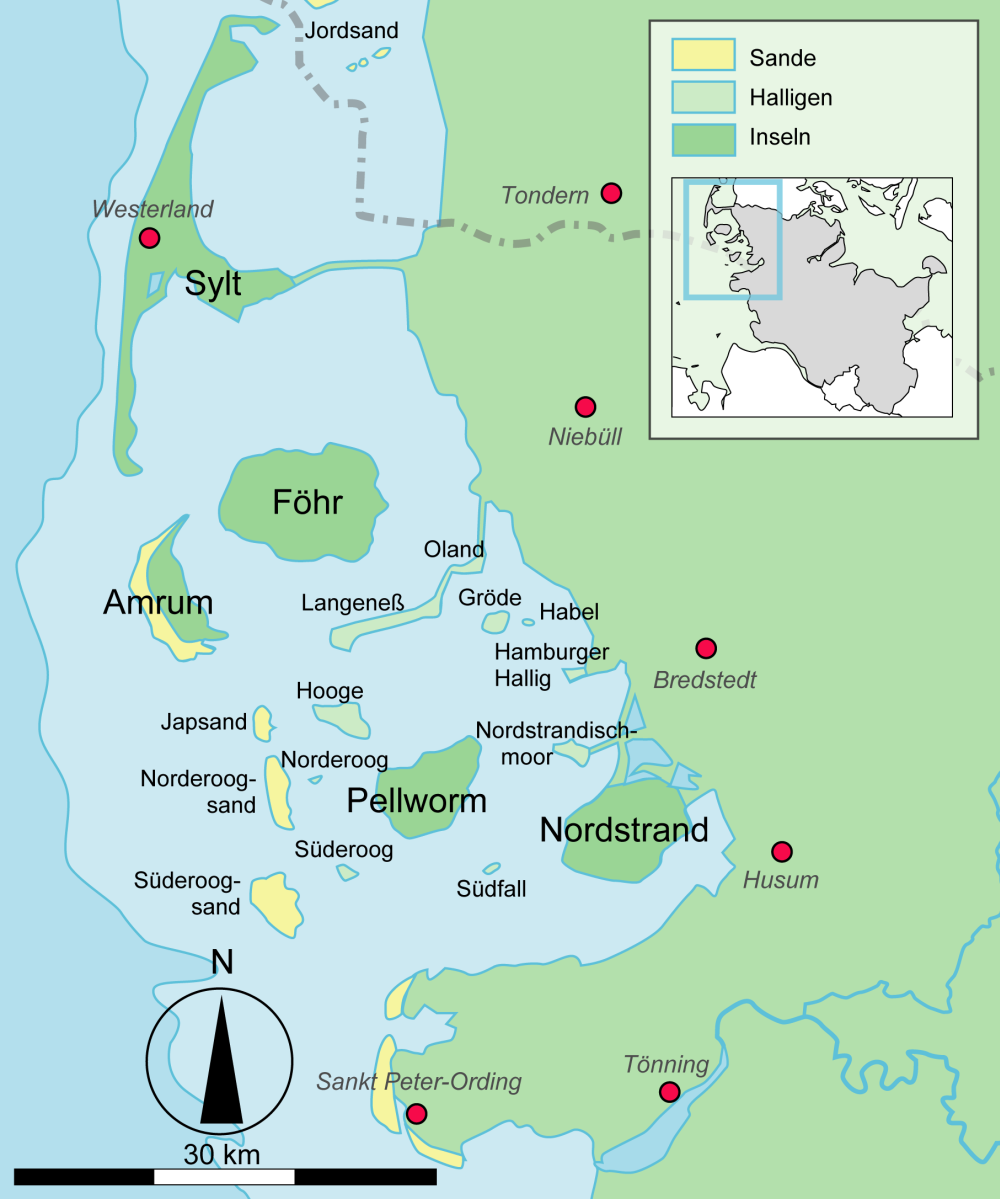
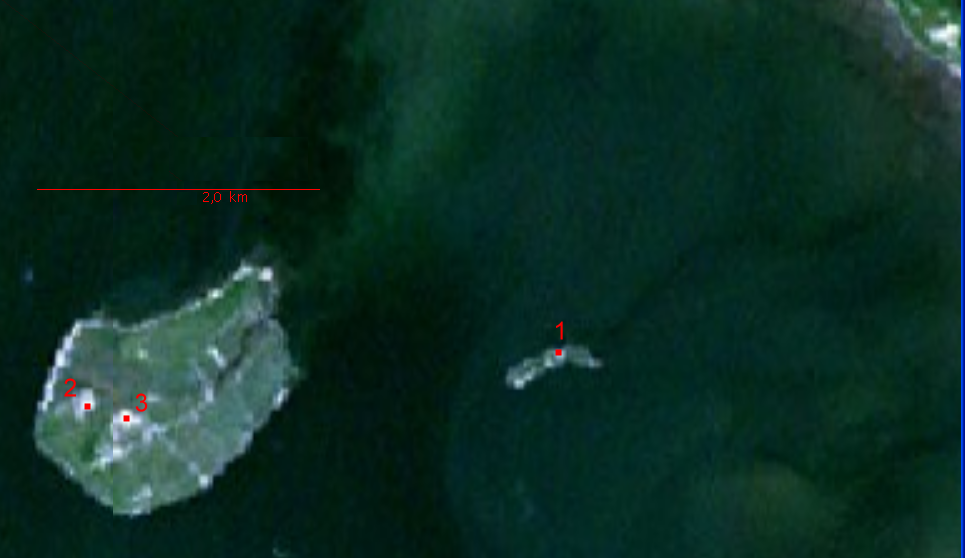
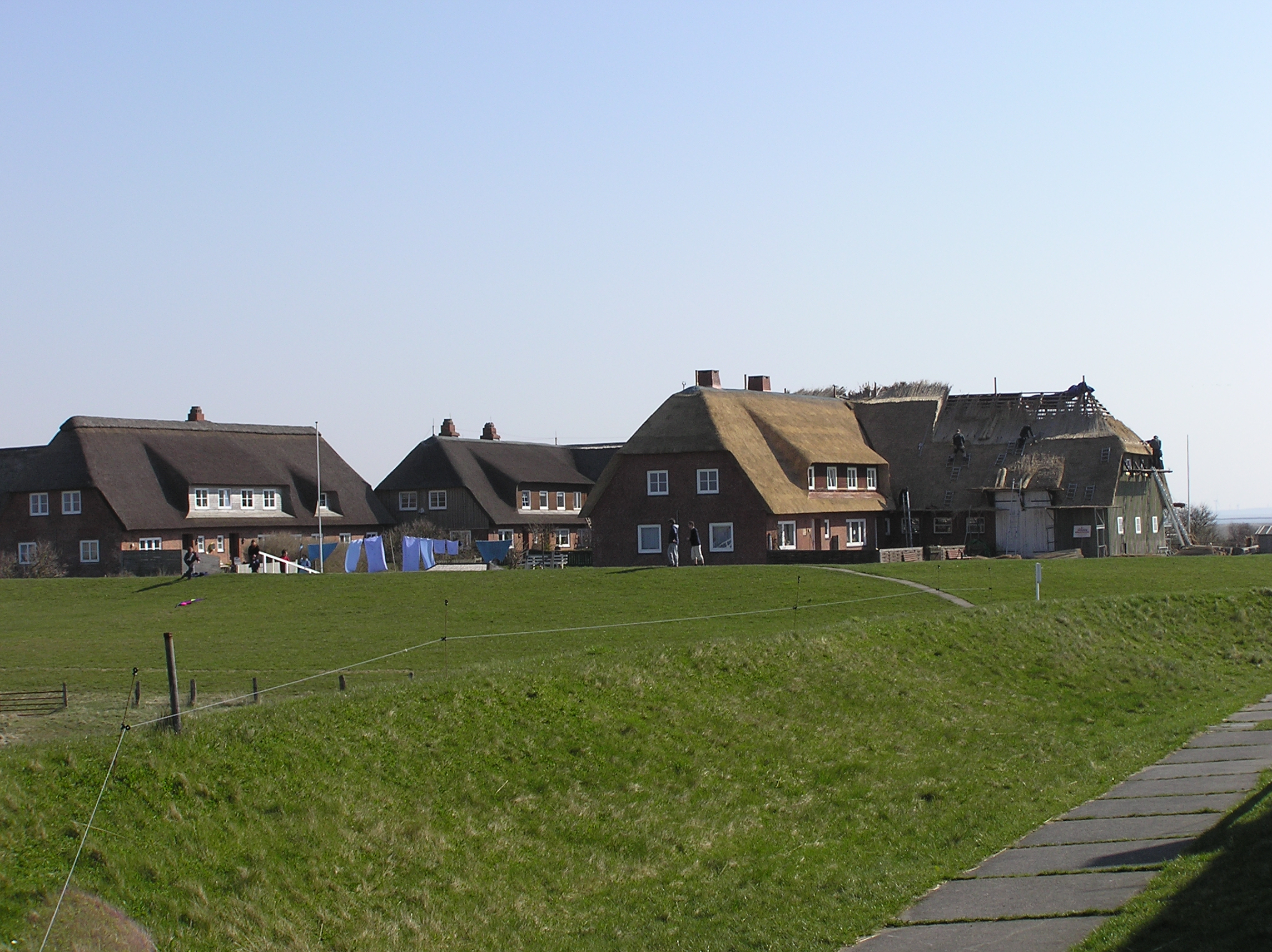
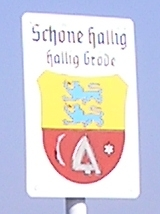
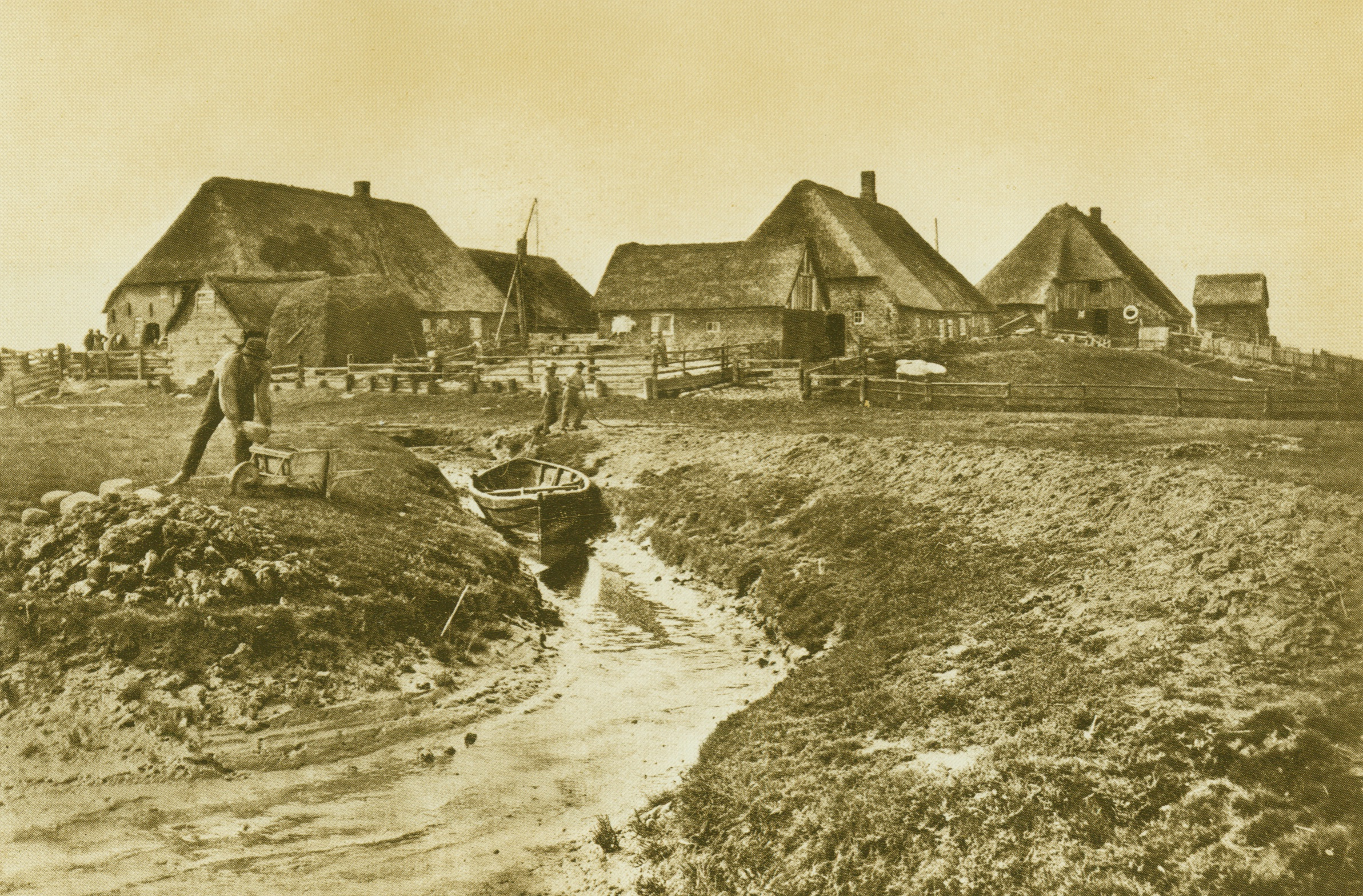
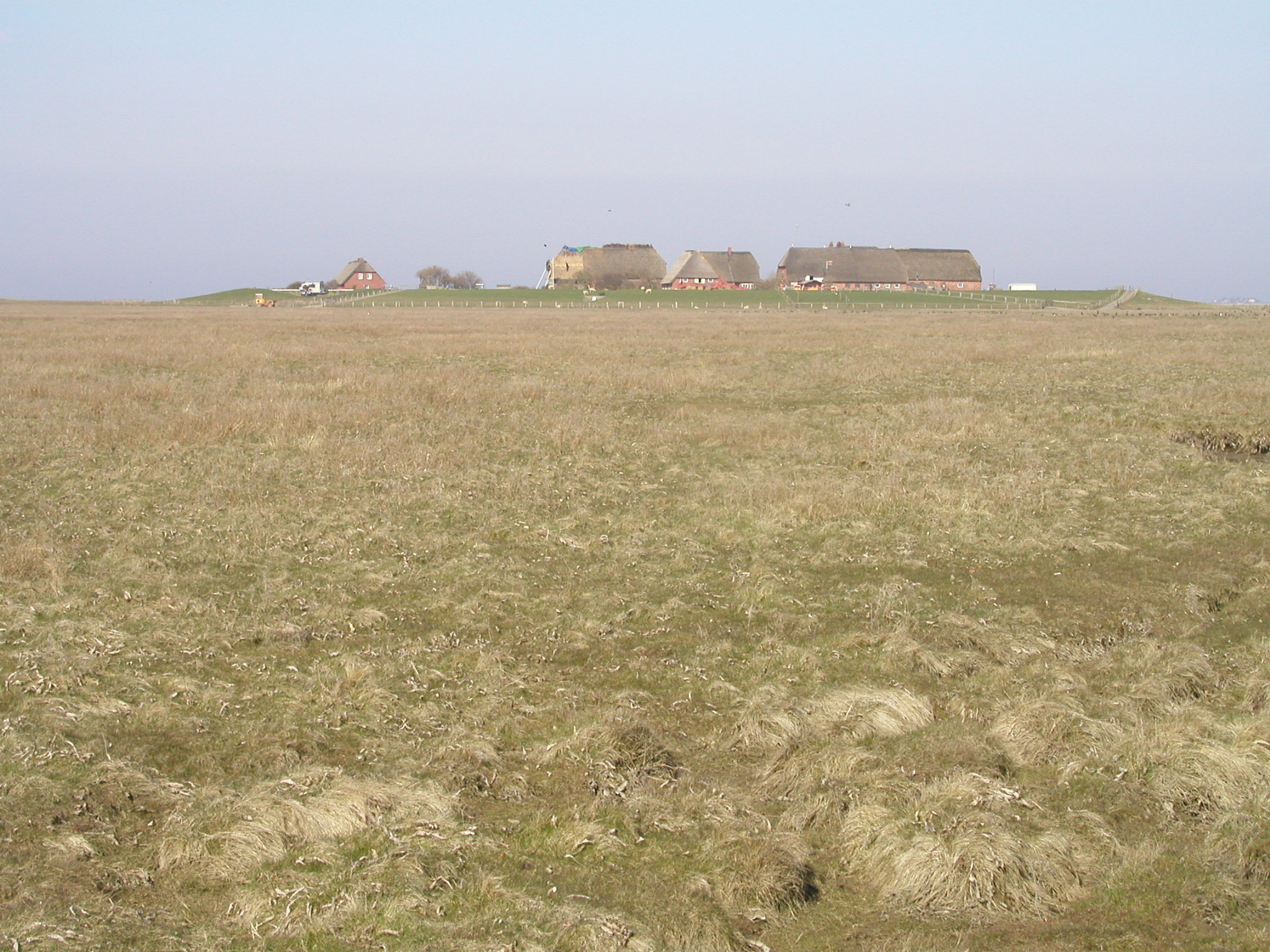